# 臺北海洋大學站

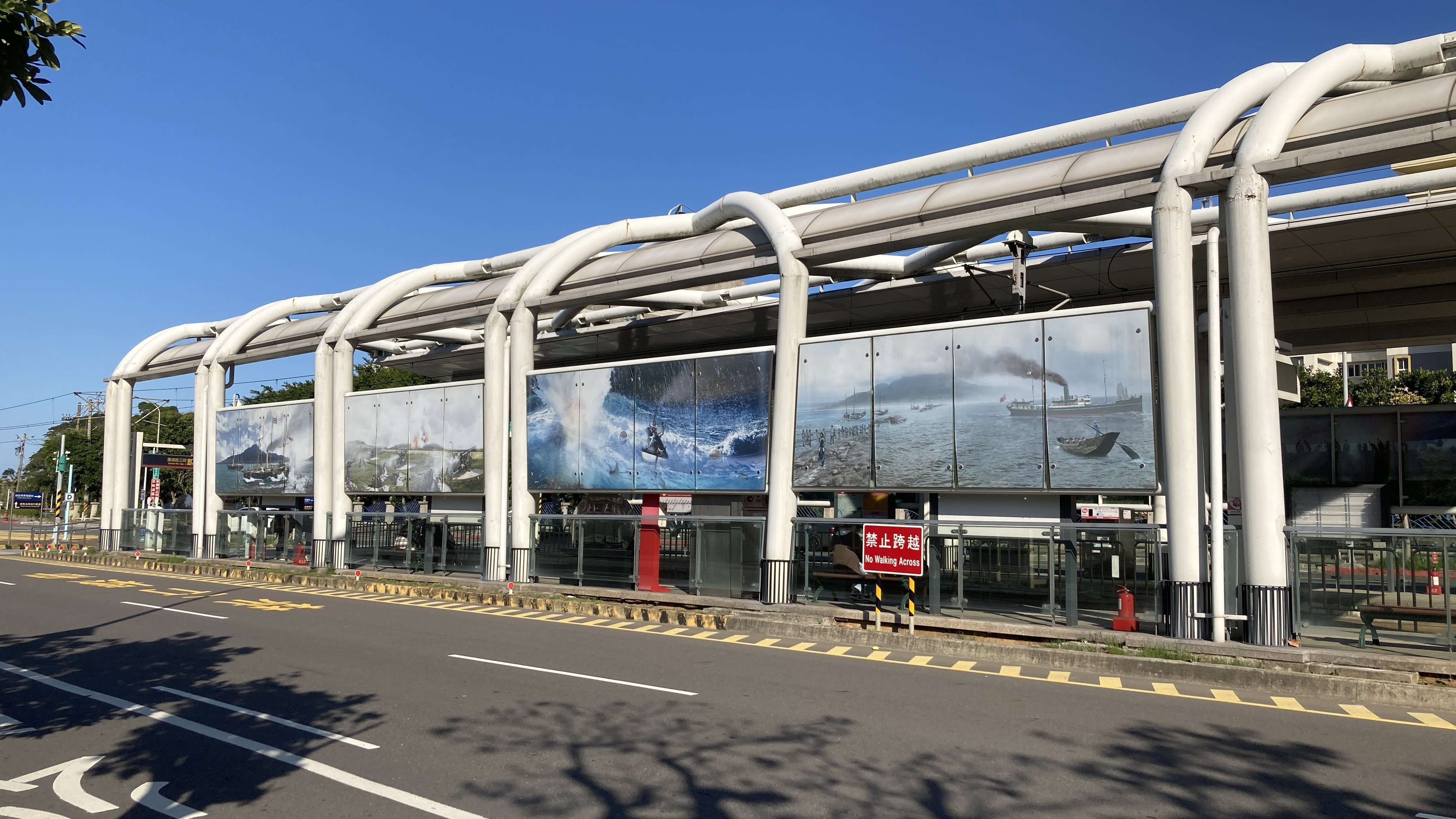
臺北海洋大學站與清法戰爭的帷幕畫作

臺北海洋大學站位於台灣新北市淡水區，為淡海輕軌藍海線平面側式月台車站。

## 車站構造

### 月台配置
| 地面               |                                             |
| 側式月台，右側開門 |                                             |
| 一月台             | ← 淡海輕軌 往淡水漁人碼頭方向（V27 沙崙站） |
| 二月台             | → 淡海輕軌 往紅樹林方向（V09 濱海沙崙站）→  |
| 側式月台，右側開門 |                                             |
| 出入口             |                                             |

## 利用狀況
| 年   | 年間   | 年間   | 年間     | 年間     | 1日平均 | 1日平均 |
| 年   | 上車   | 下車   | 上下車計 | 來源     | 上車    | 上下車  |
| ---- | ------ | ------ | -------- | -------- | ------- | ------- |
| 2020 | 17,000 | 18,000 | 35,000   | [ 註 1 ] | 362     | 745     |
| 2021 | 60,000 | 68,000 | 128,000  | [ 3 ]    | 164     | 351     |
| 2022 | 72,000 | 81,000 | 153,000  | [ 4 ]    | 96      | 419     |

## 車站周邊
- 台北海洋科技大學淡水校本部
- 新北市公共自行車租賃系統
  - 台北海洋科技大學
- 亞東科技大學淡海校區（建設中）
- 華夏科技大學淡海校區（建設中）

## 公車資訊
| 編號 | 經營業者 | 區間                   | 備註                     |
| ---- | -------- | ---------------------- | ------------------------ |
| 595  | 淡水客運 | 淡海新市鎮－捷運淡水站 |                          |
| 870  | 淡水客運 | 捷運淡水站－忠山       |                          |
| 881  | 指南客運 | 捷運淡水站－淡海       |                          |
| 紅23 | 三重客運 | 淡海新市鎮－關渡       |                          |
| 紅37 | 淡水客運 | 淡海新市鎮－捷運淡水站 | 平日部分班次繞駛淡水商工 |
| 紅38 | 淡水客運 | 淡海新市鎮－捷運淡水站 |                          |

## 歷史
- 淡海輕軌藍海線第一期路網於2020年11月15日下午兩點正式營運[5]。

## 站名爭議
本站位於港子坪，原先新北捷運局規劃站名為「台北海洋學院站」，但因學校改制，要求新北捷運局改名為台北海洋大學站。而基隆的國立台灣海洋大學（簡稱海大或台灣海大）校方認為站名少掉科技兩個字，易使人混淆，新北捷運局表示台灣海洋大學，有申請簡稱的專利，這次命名沒有重複到，站名不會再修正。

## 腳註

### 備註
1. ↑  109年新北市捷運統計年報（來源：新北捷運公司。2020年11月15日營運開始，運量平均從此日開始計47天）[2]

## 外部連結
- 新北大眾捷運股份有限公司 （页面存档备份，存于）
- 新北市政府捷運工程局 （页面存档备份，存于）